# Teichschlösschen

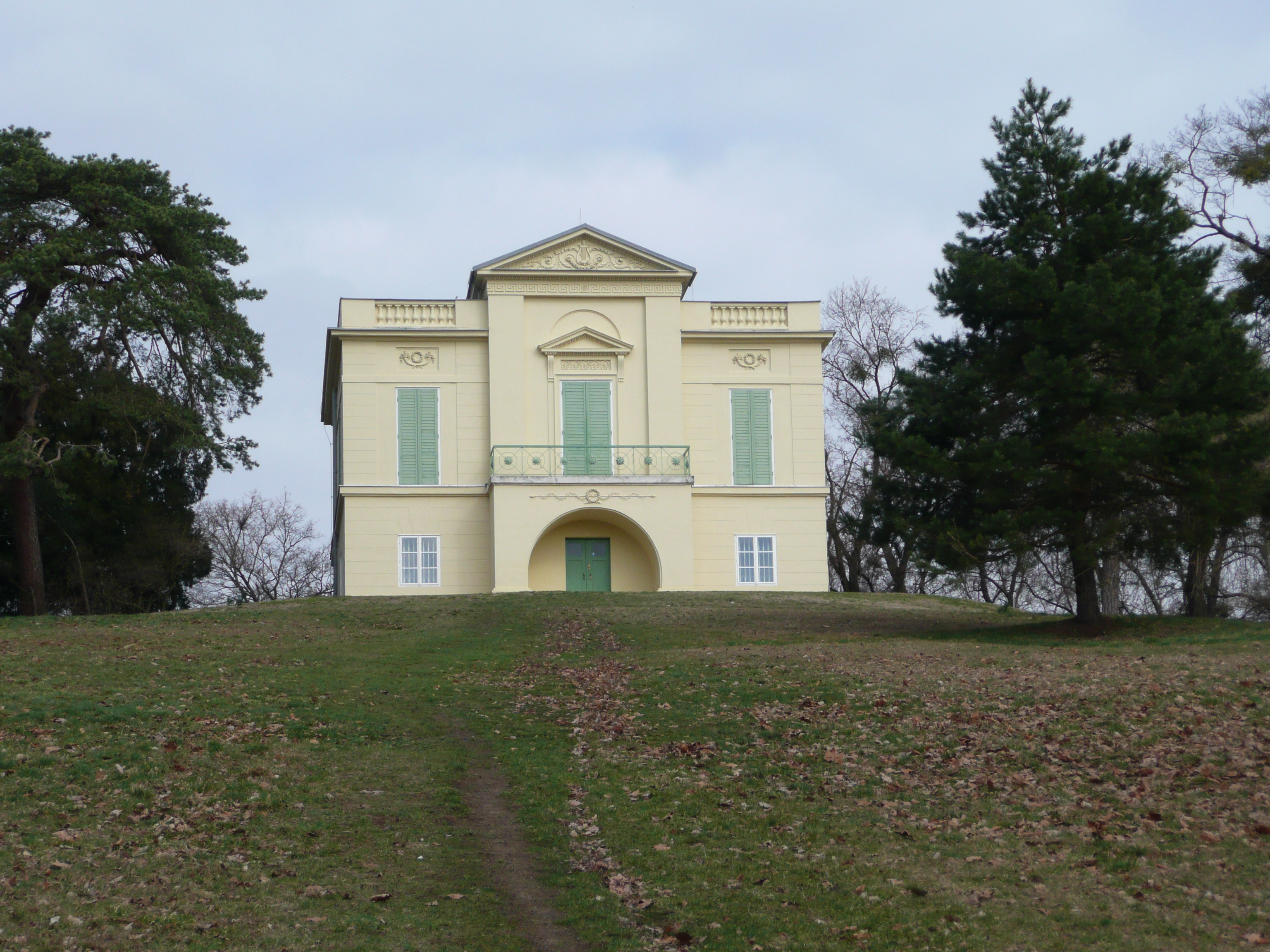
Fassade zu Teich

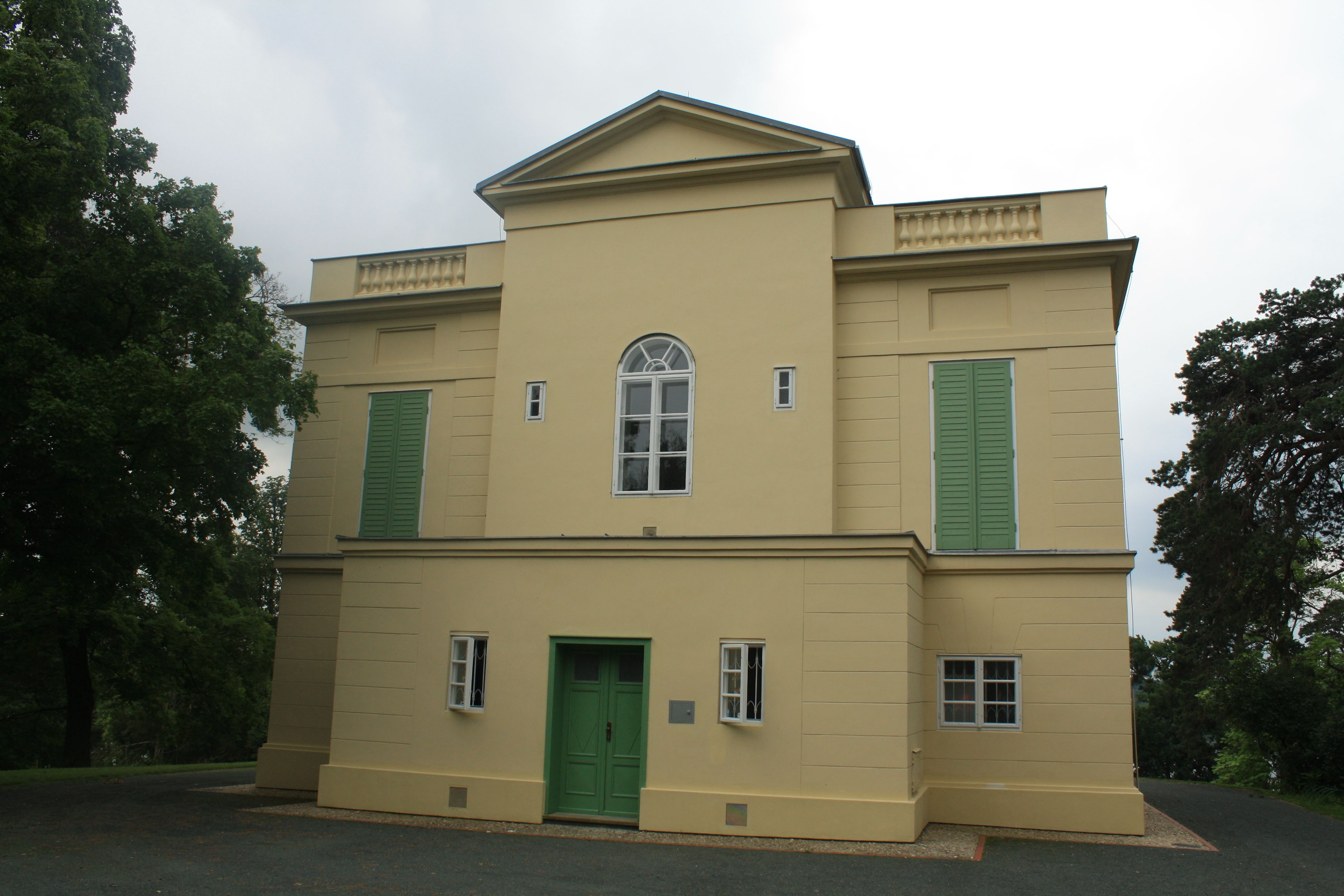
Straßenseitige Fassade

Das Teichschlösschen (tschechisch: Rybniční zámeček) ist ein Gebäude im Park des Schlosses Lednice (ehemals: Schloss Eisgrub) in Lednice, Tschechien, Bestandteil der Kulturlandschaft Lednice-Valtice und damit des gleichnamigen UNESCO-Welterbes.

## Geografische Lage
Das Gebäude gehört zu einer Reihe von Bauwerken an den Teichen, die die Anlagen von Lednice und Schloss Valtice trennen. Es liegt am Nordufer des Mittereisgruber Teichs (Prostřední Rybnik).

## Geschichte
Das Gebäude wurde von Fürst Johann I. von Liechtenstein in Auftrag gegeben und 1814 bis 1816 durch den Architekten Joseph Kornhäusel errichtet. In den 1820er Jahren wurden dem Gebäude beidseitig Kulissenmauern mit durchbrochenen Arkaden angefügt, die aber schon in den 1840er Jahren wieder abgerissen wurden. Umbauvorhaben für das Gebäude, die darüber hinaus in den 1820er und 1850er Jahren angedacht waren, wurden nie umgesetzt.
Ab 1922 war ein Teil des Gebäudes an die Biologische Station der Landwirtschaftlichen Hochschule Brünn (heute: Mendel-Universität Brünn) vermietet. In der Zwischenkriegszeit wurde unmittelbar unterhalb des Schlösschens, am Uferweg des Teiches, ein Bunker der tschechoslowakischen Grenzbefestigung angelegt. Ab den 1950er-Jahren befand sich im Teichschlösschen eine Ornithologie-Station.

## Gebäude
Das Gebäude ist von der Form her weniger ein Schloss als eine Villa und diente als Aufenthalt bei gelegentlichen Entenjagden und Angelpartien. Die herrschaftlich genutzten Räume befanden sich im Obergeschoss. Weiter wohnte im Teichschlösschen ständig ein Heger, später ein Gärtner, und ein Kuhstall war hier anfangs auch untergebracht. Diese Räumlichkeiten befanden sich im Erdgeschoss.
Die Schauseite des Gebäudes ist zum See hin ausgerichtet. Beide Fassaden sind symmetrisch gestaltet. Das Dach liegt hinter einer Attika und Balustraden. Sowohl zum Teich als auch zur Straße hin besitzt das Gebäude einen Eingang, beide von Dreiecksgiebeln gekrönt. Beide Eingänge führen in die Eingangshalle, von der eine breite, hufeisenförmige Treppe in den ersten Stock führt. Dort erstreckt sich über die gesamte Breite des Gebäudes ein Saa mit einem Austritt auf einen Balkon. Von hier bietet sich über den See ein Blick auf den Tempel der drei Grazien (Chrám Tří grácií) am anderen Ufer des Sees. Neben dem Saal gibt es im ersten Stock noch zwei kleine Räume, die mit Ornamentschmuck und Wandfriesen dekoriert sind.

## Wissenswert
Das Teichschlösschen entstand Jahrzehnte vor den ähnlich konzipierten Villen von John Nash im Londoner Regent’s Park, die als Prototypen der Villenarchitektur des 19. Jahrhunderts gelten.